# دوبینی
دوبینی (به انگلیسی: Diplopia)، که به آن دوگانگی دید نیز می‌گویند، نوعی اختلال دید است که از یک جسم واحد دو تصویر در ذهن احساس می‌شود. دوگانگی دید می‌تواند به صورت افقی، عمودی، قطری (یعنی هم افقی و هم عمودی) و یا به صورت چرخش تصویر یک جسم در مقایسه با دیگر اجسام باشد. این مشکل معمولاً ناشی از ماهیچه‌های بیرونی چشم هستند به صورتی که هر دو چشم به صورت عملکردی سالم هستند اما نمی‌توانند بر روی یک هدف مشخص تمرکز نمایند. مشکل ماهیچه‌های بیرونی چشم می‌تواند به علت معضلات فیزیکی، اختلالات تماس عصبی-ماهیچه‌ای، اختلالات اعصاب مغزی که محرک اعصاب هستند، اختلالات گاه‌وبیگاه شامل سلولهای دخیل در حرکت چشم و یا مصرف مواد سمی باشد.
دوبینی می‌تواند یکی از اولین نشانه‌های یک بیماری همستی مانند موارد مربوط به فریاندهای پردازش عضلات و یا اعصاب باشد که می‌تواند منجر به ایجاد اختلال در تعادل، حرکت و یا توانایی خواندن شخص گردد.

#### دوبینی تک چشمی
دوبینی تک چشمی (به انگلیسی: Monocular) نوعی دیگر از بیماری دوبینی است. علت های دوبینی تک چشمی مربوط به مسائل چشم پزشکی مانند کاتاراکت یا آستیگماتیسم است. دوبینی تک چشمی یک بیماری مغز و اعصاب مطرح نمی باشد.

## علل
دوبینی دارای گستره وسیعی از علت‌ها مانند مشکلات چشمی، عفونت، مشکلات خود ایمنی، علایم عصبی و نئوپلاستی می‌باشد.
- ام‌اس
- آبسه
- میگرن
- تروما
- دیابت
- سرطان
- سینوزیت
- بوتولیسم
- آسیب عصبی
- قوز قرنیه
- تومور مغزی
- انحراف چشم
- بیماری لایم
- آب مروارید
- مواد افیونی
- چشم آستیگمات
- بیماری گریوز
- سندروم ورنیک
- میاستنی گراویس[۶]
- نشانگان گیلن باره
- ترکیبات سالیسیلاتی
- آنتی‌بیوتیک فلوروکینولون[۷]

## نگارخانه

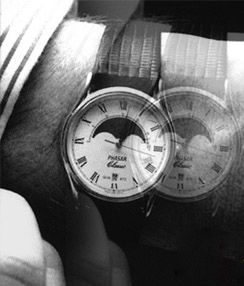
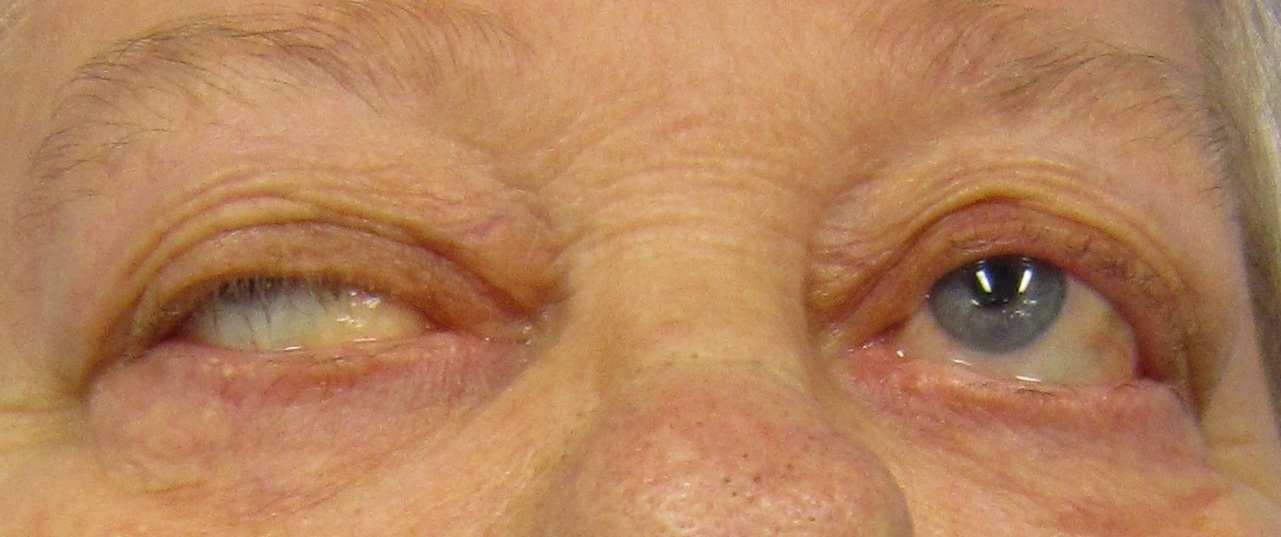
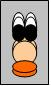